# Nacionalna knjižnica Viktor Emanuel III.
Nacionalna knjižnica Viktor Emanuel III. (tal. Biblioteca Nazionale Vittorio Emanuele III) je nacionalna knjižnica Italije. Zauzima istočno krilo Kraljevsku palače iz 18. stoljeća u Napulju, na adresi Piazza del Plebiscito 1, i ima ulaze s trga Trieste e Trento. Financiraju ga i organiziraju Direzione Generale per i Beni Librari i Ministero per i Beni e le Attività Culturali.
U kvantitativnom smislu to je treća najveća knjižnica u Italiji, nakon nacionalnih knjižnica u Rimu i Firenci, s 1.480.747 tiskanih svezaka, 319.187 pamfleta, 18.415 rukopisa, više od 8.000 časopisa, 4.500 inkunabula i 1.800 herkulanejskih papirusa.

## Povijest i zbirke
Knjižnica je osnovana krajem 18. stoljeća u Palazzo degli Studi (u kojoj se danas nalazi Museo Archeologico), a njezinu jezgru činio je knjižni fond Palazzo Capodimonte, knjižnice iz proslavljene Farneseove zbirke koju je Carlo di Borbone prenio u Napulj 1734).
Otvorena za javnost 1804. pod imenom Reale Biblioteca di Napoli, a ravnao ju je veliki humanist Juan Andrés, koji je napisao svoje najvažnije memoare, na latinskom jeziku, a objavio ih je u Madridu Instituto Juan Andrés de Comparatística y Globalización sa studijom koji proširuje i obnavlja znanje o ovom ključnom i vrlo zamršenom mjestu europske kulture.
Godine 1816. mijenja naziv u Reale Biblioteca Borbonica. Zbirci su pridodani iz ukinutih redovničkih domova i onih zaplijenjenih iz privatnih zbirki. Ujedinjenjem Italije 1860. preuzela je današnji naziv Biblioteca Nazionale.
Godine 1910. knjižnici je dodana Officina dei papiri ercolanensi – to je bila radionica koju je osnovao Carlo di Borbone za očuvanje papirusa pronađenih u iskapanjima u Herculaneju . Nakon duge rasprave, a na prijedlog i nastojanja Benedetta Crocea, 1922. godine knjižnica je preseljena na svoju današnju lokaciju u Palazzo Reale, koju je knjižnici dodijelio kralj Viktor Emmanuel III. (čije ime i danas nosi). Nakon prijenosa, pripojene su joj zbirke drugih važnih napuljskih knjižnica, uključujući Biblioteca Brancacciana (koju je u Rimu formirao kardinal Francesco Maria Brancaccio u prvoj polovici 17. stoljeća, prenesena u Napulj i konačno postala prva javna knjižnica u Napulju).
Stradala je tijekom Drugog svjetskog rata zbog njemačke i savezničke okupacije Napulja (Nijemci su je zapalili u četiri dana Napulja), iako su najdragocjeniji rukopisi prebačeni na sigurnije lokacije i tamo ostali do ponovnog otvaranja knjižnice. godine 1945. Godine 1980. krilo zgrade ozbiljno je oštećeno u potresu, zbog čega je knjižnica morala dio svoje građe prenijeti u drugi dio zgrade.

## Vanjske poveznice
|  | Zajednički poslužitelj ima još gradiva o temi Nacionalna knjižnica Viktor Emanuel III. |

- (tal.) Biblioteca Nazionale Vittorio Emanuele III (službene stranice)